# Медисин Боу (Вајоминг)
Медисин Боу (енгл. Medicine Bow) град је у америчкој савезној држави Вајоминг.

## Демографија
По попису из 2010. године број становника је 284, што је 10 (3,6%) становника више него 2000. године.
| Група             | 2000.       | 2010.       |
| Белци             | 266 (97,1%) | 262 (92,3%) |
| Афроамериканци    | 0 (0,0%)    | 0 (0,0%)    |
| Азијати           | 1 (0,4%)    | 0 (0,0%)    |
| Хиспаноамериканци | 2 (0,7%)    | 19 (6,7%)   |
| Укупно            | 274         | 284         |